# Boeing Crewed Flight Test
Boeing Crewed Flight Test (Boe-CFT) è la prima missione con equipaggio del Boeing CST-100 Starliner verso la Stazione spaziale internazionale, e il terzo volo orbitale in assoluto dello Starliner. La missione, effettuata da un equipaggio composto da due astronauti della NASA, fa parte del programma Commercial Crew Development. Il lancio è avvenuto il 5 giugno 2024, alle 16:52 italiane (14:52 UTC), dopo due rinvii, ed ha effettuato il docking con la stazione spaziale il 6 giugno alle ore alle 17:34 UTC. Il 24 agosto 2024 la NASA decise di far rientrare l'equipaggio della CFT a bordo della SpaceX Crew-9 nel febbraio 2025; la Starliner Calypso è tornata sulla Terra senza equipaggio il 7 settembre 2024.

## Veicolo spaziale
CFT è la seconda missione per il veicolo spaziale Starliner Calypso, utilizzata per la prima volta nella missione di prova Boeing Orbital Flight Test (Boe-OFT). Nell'agosto 2020 la NASA ha annunciato che Boeing aveva intenzione di riutilizzare il veicolo per la missione con equipaggio Boe-CFT e che sarebbero stati installati nuovi paracadute e airbag. Il sistema di docking del veicolo è stato modificato per includere la nuova copertura di rientro che è stata utilizzata per la prima volta sul secondo volo di prova del veicolo, Boeing Orbital Flight Test 2 (Boe OFT-2).

## Equipaggio
Nell'agosto 2018 la NASA annunciò l'equipaggio composto dagli astronauti Christopher Ferguson, Eric Boe e Nicole Mann. Per ragioni mediche Boe è stato sostituito da Michael Fincke il 22 gennaio 2019. Boe sostituirà Fincke come assistente nell'ufficio astronauti al Johnson Space Center della NASA. Il 7 ottobre 2020 Ferguson rinunciò al posto di comandante del volo per motivi personali, venendo sostituito da Barry Wilmore che sin dal 2018 ricopriva il ruolo di membro dell'equipaggio di riserva. L'8 ottobre 2021, dati i rinvii della seconda missione senza equipaggio dello Starliner, Mann venne assegnata alla missione SpaceX Crew-5. Il 16 giugno 2022 l'equipaggio venne modificato nuovamente, Fincke venne sostituito da Sunita Williams, fino a quel momento assegnata alla prima missione operativa.
| Ruolo      | Equipaggio al lancio             | Equipaggio all'atterraggio |
| ---------- | -------------------------------- | -------------------------- |
| Comandante | Barry Wilmore, NASA Terzo volo   | Nessuno                    |
| Pilota     | Sunita Williams, NASA Terzo volo | Nessuno                    |

### Equipaggio di riserva
L'equipaggio di riserva è costituito da un unico membro, l'astronauta NASA Michael Fincke, in precedenza membro dell'equipaggio principale, che in caso di necessità potrà ricoprire sia il ruolo di comandante che quello di pilota.
| Ruolo             | Equipaggio                       | Equipaggio                       |
| ----------------- | -------------------------------- | -------------------------------- |
| Comandante/Pilota | Michael Fincke, NASA Quarto volo | Michael Fincke, NASA Quarto volo |

## Preparazione della navicella
Nel giugno 2023, dopo il completamento della missione senza equipaggio Boeing Orbital Flight Test 2, Boeing individuò due problemi alla propria navicella che portarono a un ritardo della missione Boe-CFT di oltre due anni. Il primo problema fu che un nastro usato per avvolgere i cavi interni alla navicella Starliner era infiammabile; la risoluzione di questo problema avrebbe potuto comportare la rimozione di oltre un chilometro e mezzo di materiale all'interno del veicolo. Alla fine i cavi non vennero rimossi ma venne aggiunto dell'altro nastro nelle aree più vulnerabili per ridurre il rischio di incendio. Il secondo problema riguardava il sistema dei paracadute che Boeing dovette modificare per rispettare i requisiti di sicurezza della NASA. In particolare Boeing scoprì che i "soft link", cioè i collegamenti tra i cavi dei tre paracadute principali e i loro punti di ancoraggio sulla navicella avevano un limite di carico di rottura che era inferiore a quanto valutato in precedenza. Il sistema per come era stato progettato inizialmente non sarebbe stato in grado di gestire la navicella con soli due dei tre paracadute principali funzionanti, requisito invece richiesto dalla NASA.

## Missione

### Lancio
La data di lancio della CFT venne fissato per il 6 maggio 2024 ma circa due ore prima del lancio la squadra a Terra rinviò il tentativo dopo aver individuato una valvola difettosa nello stadio superiore dell'Atlas V. A seguito di ulteriori analisi, ULA decise di sostituire la valvola, rinviando il lancio al 17 maggio. Nei giorni successivi, durante ulteriori controlli, le squadre notarono una piccola perdita di elio in uno dei propulsori di manovra (Reaction control system, RCS) dello Starliner, che ritardò ulteriormente il lancio. Alla fine, la NASA, la Boeing e l'United Launch Alliance (ULA) ritennero che la perdita di elio fosse un problema minore e fissarono il lancio della CFT al 1º giugno. Il tentativo, tuttavia, venne interrotto pochi minuti prima del decollo a causa di alcune apparecchiature di terra malfunzionanti, rimandando il lancio al 5 giugno 2024. La navicella Calypso con il suo equipaggio venne infine lanciata il 5 giugno 2024 alle 14:52 UTC a bordo di un razzo Atlas V N22 dell'ULA, chiamato AV-082, dal Complesso di lancio 41 di Cape Canaveral.

### Docking

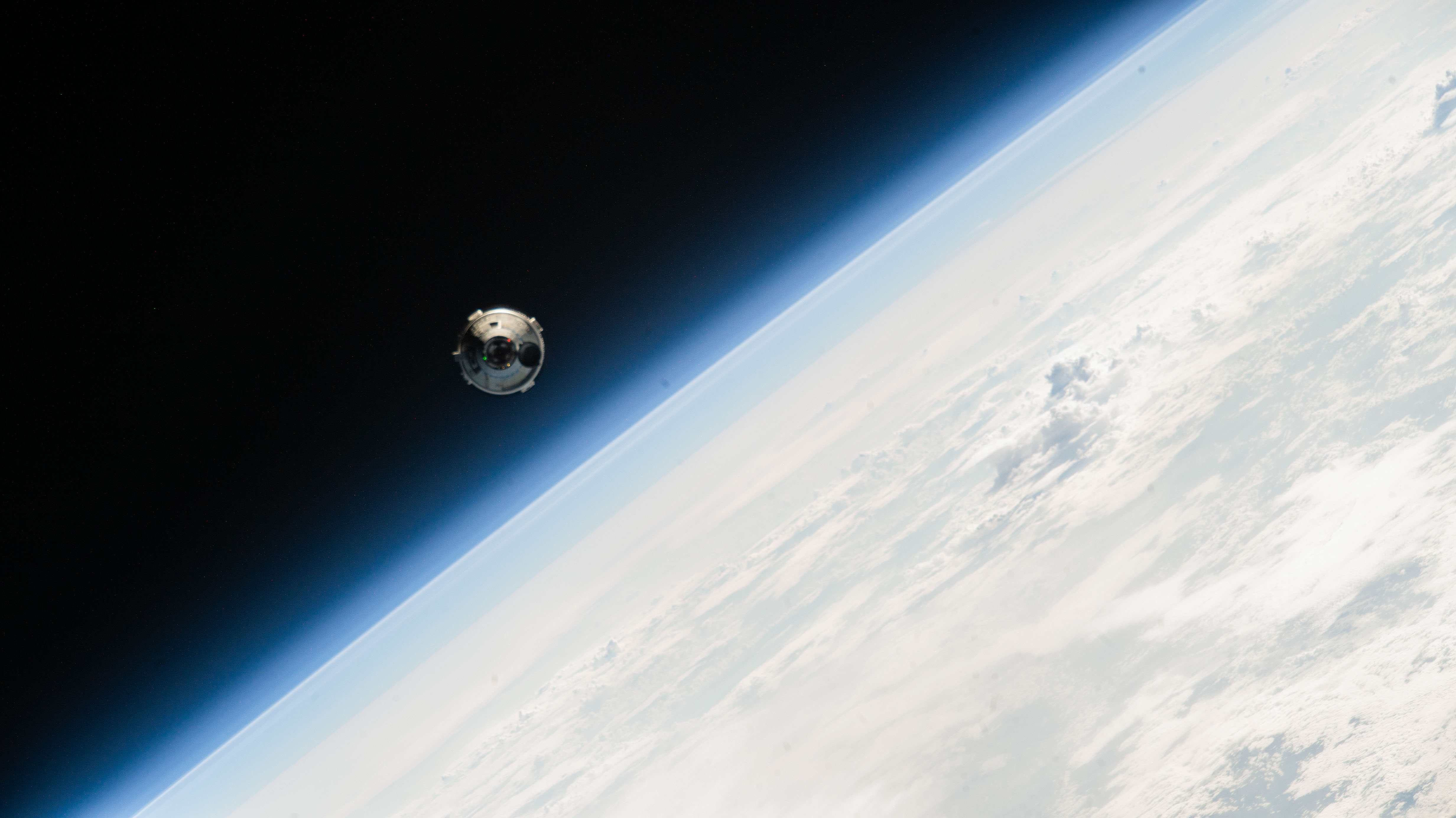
La navetta Calypso in avvicinamento alla stazione spaziale internazionale

Il primo tentativo di docking, previsto alle 16:15 UTC del 6 giugno, venne annullato a causa del malfunzionamento di cinque dei 28 propulsori di manovra RCS del modulo di servizio. Poco dopo il controllo missione riuscì a ripristinare quattro di essi, autorizzando il docking che avvenne alle 17:34 UTC al boccaporto anteriore del modulo Harmony del Segmento orbitale americano. Il quinto propulsore, situato a poppa del modulo di servizio della Starliner con una capacità di 85 libbre di spinta, continuò ad avere problemi. Anche una valvola dell'ossidante del RCS dello Starliner era difettosa; quest'ultima, insieme al quinto propulsore, saranno analizzati attentamente per il resto della missione.

#### Perdite di elio
La prima perdita di elio venne rilevata a Terra a metà di maggio 2024, nei giorni seguenti allo scrub del 6 maggio 2024. Al momento del lancio, i funzionari della NASA e della Boeing ritenevano che la perdita fosse da considerarsi un problema isolato, probabilmente causato da un difetto in una guarnizione. Tuttavia, poche ore dopo il lancio, i controllori di volo rilevarono altre due perdite di elio, una delle quali era relativamente grande, circa 395 psi al minuto. Una quarta perdita venne rilevata dopo il docking con la ISS, sebbene questa fosse molto più piccola, pari a 7,5 psi al minuto. L'ultima perdita, la quinta, venne rilevata dopo il briefing post-docking ed era di dimensioni considerevolmente minori delle altre, 1,7 psi al minuto. A seguito del docking le valvole del sistema propulsivo RCS vennero chiuse come prevede la procedura nominale delle navicelle attraccate alla ISS, bloccando così le perdite di elio, ma per eseguire l'undocking e il ritorno a Terra dovranno essere riaperte. NASA ha calcolato che, considerando il tasso di perdita attualmente nota, la navicella Starliner dispone di abbastanza elio per supportare fino a 70 ore di operazioni di volo libero, mentre per un rientro nominale sulla Terra ne sono necessarie solo sette.
Il 9 giugno i controllori di volo hanno eseguito con successo un controllo delle valvole del sistema propulsivo RCS; tutte le altre valvole dell'ossidante e del carburante all'interno del modulo di servizio funzionano normalmente. La valvola dell'ossidante difettosa non è stata sottoposta ai test e rimarrà chiusa per il resto della missione mentre i controllori continueranno a valutare i dati. Anche le valvole di propulsione del modulo dell'equipaggio, che fanno parte di un sistema indipendente che permette di manovrare la capsula nell'ultima fase del volo prima dell'atterraggio, sono state attivate con successo e tutte quelle valvole funzionano come previsto.

### Permanenza sulla ISS

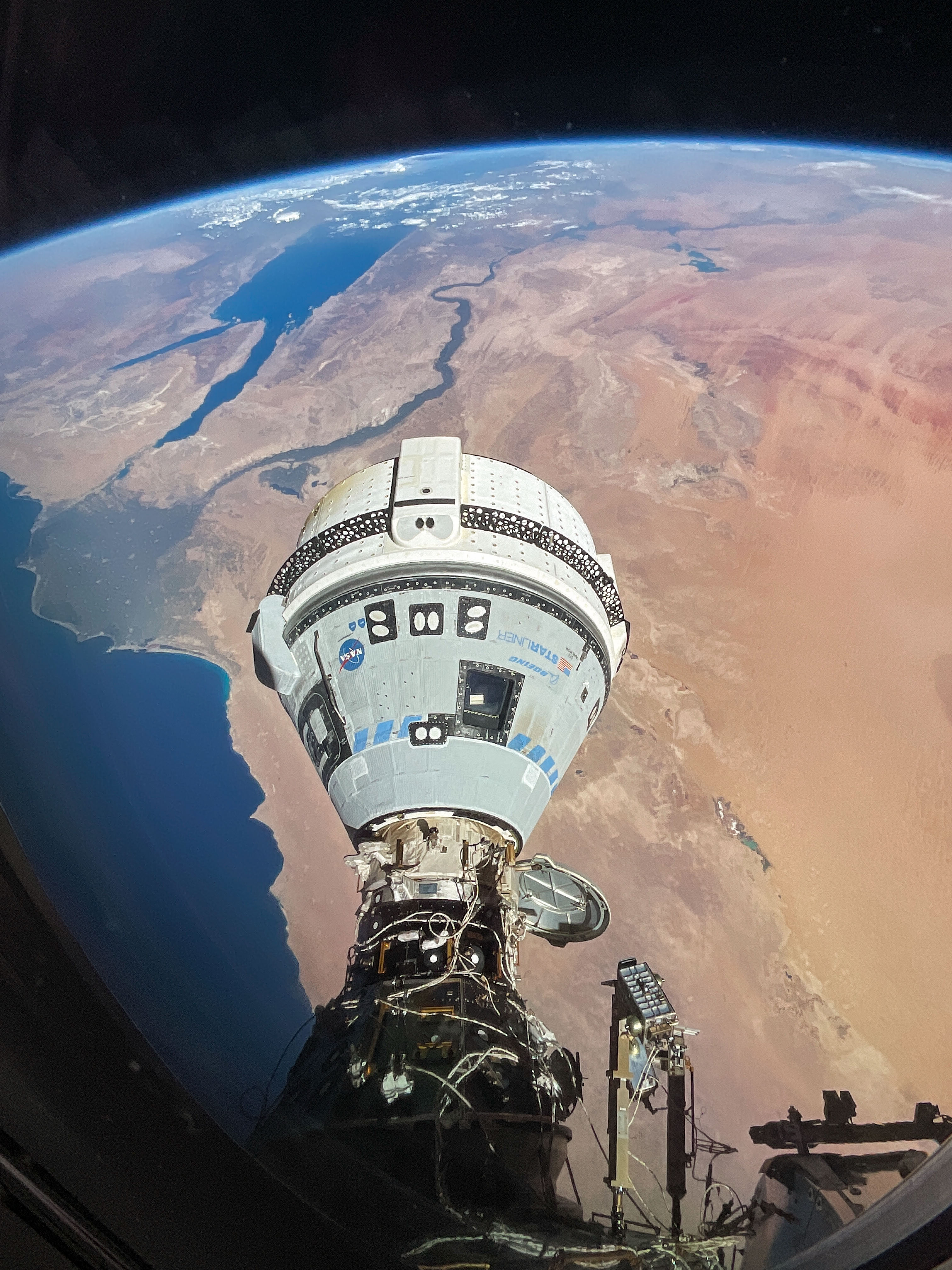
Starliner attraccato alla ISS visto dalla navicella spaziale Crew Dragon della Crew-8

Il 7 giugno, gli astronauti del CFT trascorsero il loro primo giorno intero a bordo della ISS trasferendo carichi e attrezzature di emergenza da e verso la Starliner. Vennero aiutati dai membri dell'Exp 71 Michael Barratt e Matthew Dominick. Tra le attrezzature portate sulla Starliner c'era una nuova pompa per la impianto di trattamento delle urine della ISS, che converte l'urina in acqua potabile. Venne aggiunta all'ultimo minuto al manifesto di carico della Starliner dopo il malfunzionamento della vecchia pompa della ISS il 29 maggio. Il giorno dopo, la nuova pompa era già installata e funzionava correttamente.
L'8 giugno, l'equipaggio testò la capacità del veicolo Starliner di fungere da "rifugio sicuro" in caso di emergenza sulla ISS, il che include il riparo dell'equipaggio per un periodo di tempo prolungato o la rapida partenza dalla ISS, se necessario. Questo è un requisito per qualsiasi veicolo con equipaggio che visita la ISS. Gli astronauti del CFT vennero raggiunti anche da Matthew Dominick e Tracy Dyson per testare le condizioni di vita sullo Starliner con un equipaggio di quattro persone all'interno. Il 9 giugno, l'equipaggio del CFT continuò a eseguire controlli sullo Starliner come parte dei propri obiettivi di test di volo. La navicella venne quindi portata in una modalità a basso consumo, nella quale rimarrà fino all'inizio dei preparativi per l'undocking al termine della missione.
Il 10 giugno, una volta completati tutti i test iniziali sulla Starliner, l'equipaggio del CFT iniziò a lavorare sulla manutenzione generale della ISS e sulle attività scientifiche. Iniziarono la giornata misurando la loro temperatura, la pressione sanguigna, il battito cardiaco e la frequenza respiratoria. In seguito, Wilmore lavorò alla manutenzione di un computer collegato al Microgravity Science Glovebox, mentre Williams installò l'hardware per supportare un esperimento su un incendio nello spazio. Parteciparono anche a una serie di eventi di pubbliche relazioni in cui parlarono con delle persone sulla Terra, tra cui una chiamata alla Sunita L. Williams Elementary School, situata nella città natale di Williams, Needham Massachusetts.
L'11 giugno, gli astronauti dedicarono il loro tempo ad attività biomediche, con Wilmore che organizzò l'inventario della Human Research Facility, e Williams che lavorò alle procedure per raccogliere campioni di microbi e sequenziare i loro geni. Parteciparono anche a un evento con la Tennessee Tech, l'università di origine di Wilmore.

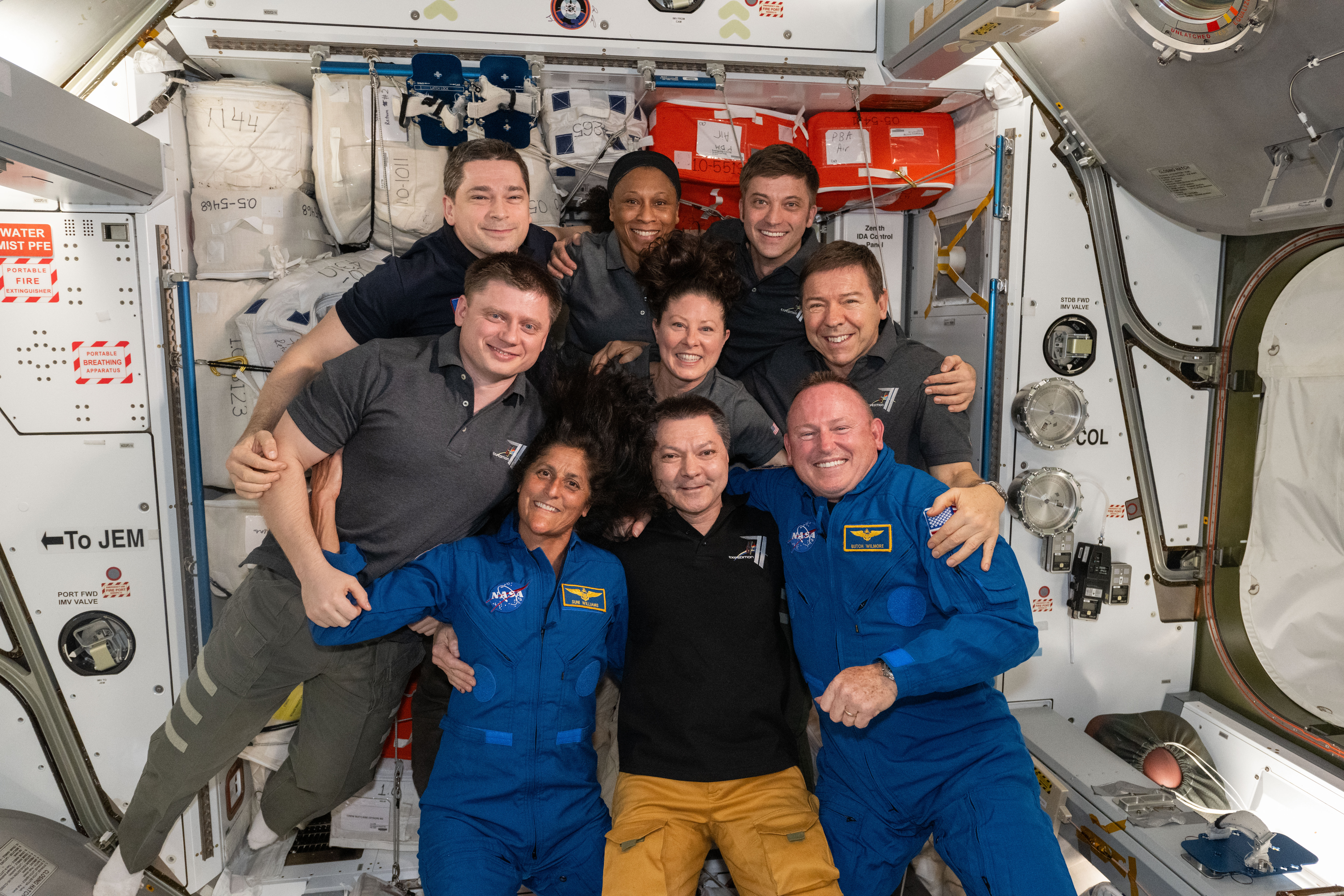
I sette membri dell'equipaggio della Expedition 71 si riuniscono con i due membri del CFT a bordo della ISS

Il 12 giugno, Wilmore controllò il carico nel modulo Harmony e si occupò della manutenzione del bagno della ISS, mentre Williams continuò il suo lavoro di sequenziamento genetico iniziato il giorno prima.
Il 13 giugno, l'equipaggio del CFT lavorò per supportare una attività extraveicolare pianificata svolta dagli astronauti Matt Dominick e Tracy Dyson; aiutarono gli EV durante il processo di vestimento delle tute e, una volta annullata l'EVA, li hanno aiutati a rimuovere le tute spaziali. Più tardi, nel corso della giornata, fecero un inventario dei materiali di consumo personali che avevano utilizzato fino a quel momento e lavorarono con i controllori di volo per aggiornare i loro tablet con le procedure di emergenza.
Il 14 giugno, dopo che la data di undocking era stata posticipata al 22 giugno, gli astronauti del CFT fecero una chiamata con i responsabili della missione della Boeing per discutere la fine della missione e poi lavorarono a bordo della Starliner per rivedere le operazioni e le procedure di volo della navicella spaziale. Nel fine settimana del 15 e 16 giugno svolsero compiti legati alla loro missione CFT e assistettero l'equipaggio della ISS.
Il 17 giugno, Williams lavorò su attività di manutenzione e preparò l'Advanced Plant Habitat per esperimenti futuri, e il 18 giugno continuò a lavorare sullo studio di sequenziamento genico della settimana precedente. Nel frattempo, Wilmore trascorse i due giorni lavorando a uno studio sul comportamento dei liquidi che scorrono nello spazio. La NASA affermò che dal loro arrivo il 6 giugno, a Wilmore e Williams avevano ricevuto l'incarico di svolgere metà di tutto il tempo di ricerca pratica condotto a bordo della ISS, dando ai loro colleghi di equipaggio più tempo per prepararsi alla partenza della navicella spaziale Cygnus NG-20 della Northrop Grumman.

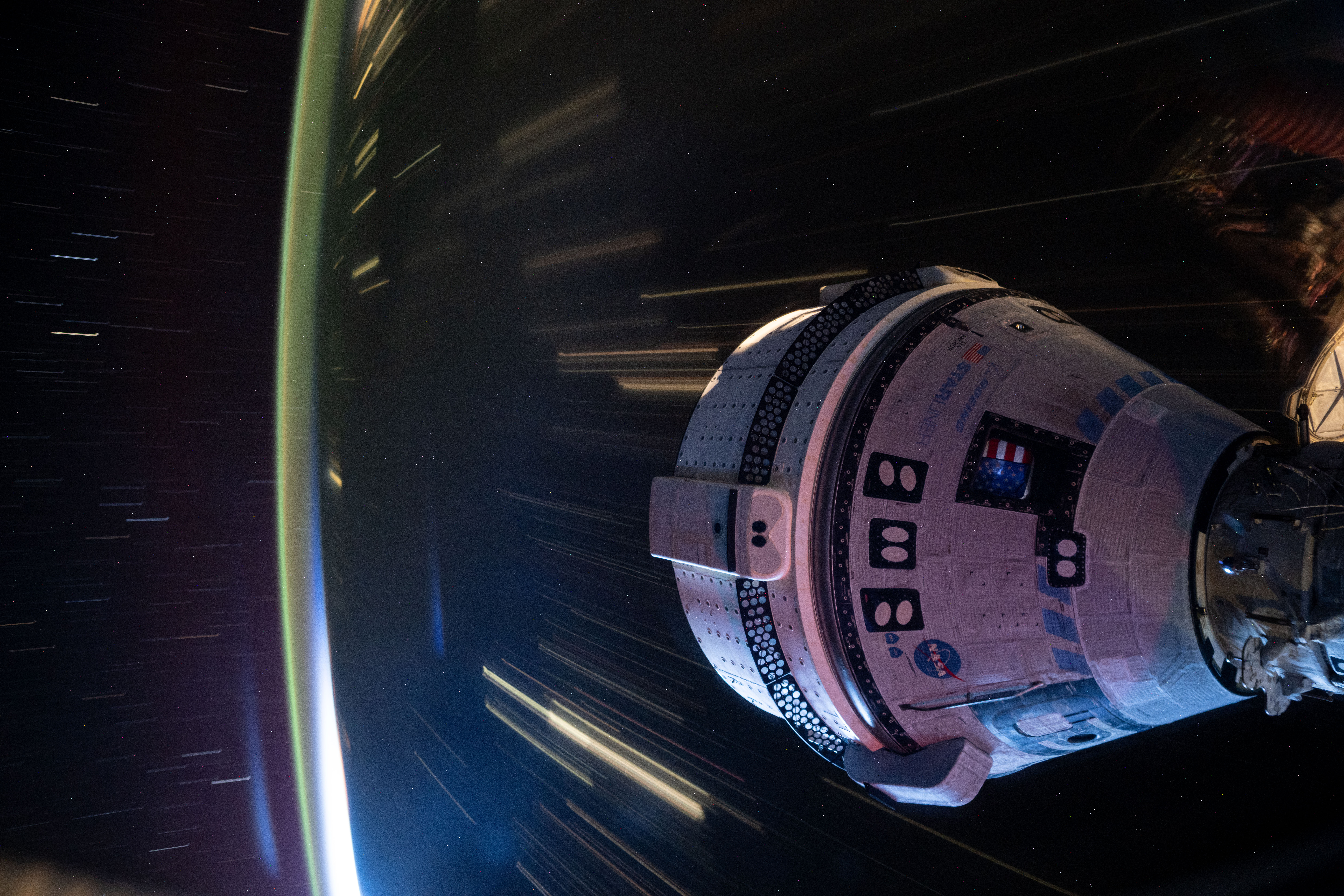
Calypso agganciato alla ISS durante il Crew Flight Test

Il 15 giugno, la navicella spaziale venne accesa per un test dei propulsori RCS, durante il quale sette degli otto propulsori rivolti a poppa funzionarono nominalmente, inclusi quattro dei cinque che avevano avuto un malfunzionamento durante il docking. Un propulsore, che non poteva essere ripristinato durante il docking, venne ritenuto inutilizzabile e non verrà utilizzato per il resto della missione. Questo test consentì anche agli ingegneri di misurare le perdite di elio nella navicella spaziale e si scoprì che tutte e cinque le perdite erano diminuite. La causa dei problemi di elio e propulsore rimane sconosciuta. I responsabili della NASA ipotizzarono che le intense "operazioni dinamiche" durante la sequenza di docking potrebbero aver contribuito ai problemi.
A luglio, un team congiunto NASA-Boeing iniziò a condurre test a terra presso il White Sands Missile Range nel New Mexico su un propulsore RCS che era previsto fosse utilizzato in una futura missione Starliner.
Il team simulò le condizioni sperimentate da Calypso dal lancio al docking con oltre 1.000 impulsi, simulando poi cinque sequenze di accensione di undocking-deorbit con 500 impulsi, tra cui sequenze con impulsi più lunghi e frequenti. Questi test vennero completati entro il 18 luglio. Durante questi test, il team fu in grado di replicare la degradazione della spinta che portò al guasto dei propulsori. Quando il propulsore di test venne smontato, il team scoprì che una guarnizione in Teflon si era deformata. Un accumulo di calore sembra aver causato il rigonfiamento delle guarnizioni in Teflon nel propulsore e la costrizione del flusso di propellente. Tuttavia, quando i test vennero replicati sullo Starliner in orbita, non si riscontro lo stesso problema e persino i propulsori malfunzionanti funzionarono quasi normalmente, suggerendo che le guarnizioni potrebbero non essere la causa principale. Dopo questi risultati, in una riunione di ingegneri della NASA chiamata Program Control Board, Ken Bowersox disse: "Abbiamo sentito molte persone che avevano delle preoccupazioni". La riunione si concluse senza un accordo sul piano di volo per riportare Wilmore e Williams sulla Terra a bordo dello Starliner.
La Boeing, da parte sua, espresse fiducia nella Starliner e ritenne che ci fossero delle motivazioni valide per riportare la navicella sulla Terra con gli astronauti a bordo.
A causa dell'incertezza, la NASA posticipò il lancio della missione SpaceX Crew-9 originariamente prevista per il 18 agosto al 24 settembre 2024. La NASA affermò di voler eseguire l'undocking della Starliner dalla ISS prima del lancio della Crew-9.
L'agenzia inoltre valutò diversi scenari di rientro nel caso in cui Starliner venisse ritenuta non sicura per riportare a Terra Williams e Wilmore, incluso il lancio della Crew-9 con due posti vuoti. Tuttavia, la NASA affermò che un'azione del genere comporterebbe ulteriori rischi, poiché lo Starliner richiederebbe un aggiornamento software per consentirgli di volare in modo autonomo. Questa opzione venne selezionata e presentata dalla NASA nella conferenza stampa del 24 agosto 2024, durante la quale la NASA affermò che Wilmore e Williams sarebbero rimasti sulla ISS per 8 mesi (fino a febbraio 2025) per poi tornare sulla Terra con la Crew-9. Il rientro dei due astronauti CFT comporterà delle modifiche nell'equipaggio Crew-9 che saranno rese pubbliche più avanti. 

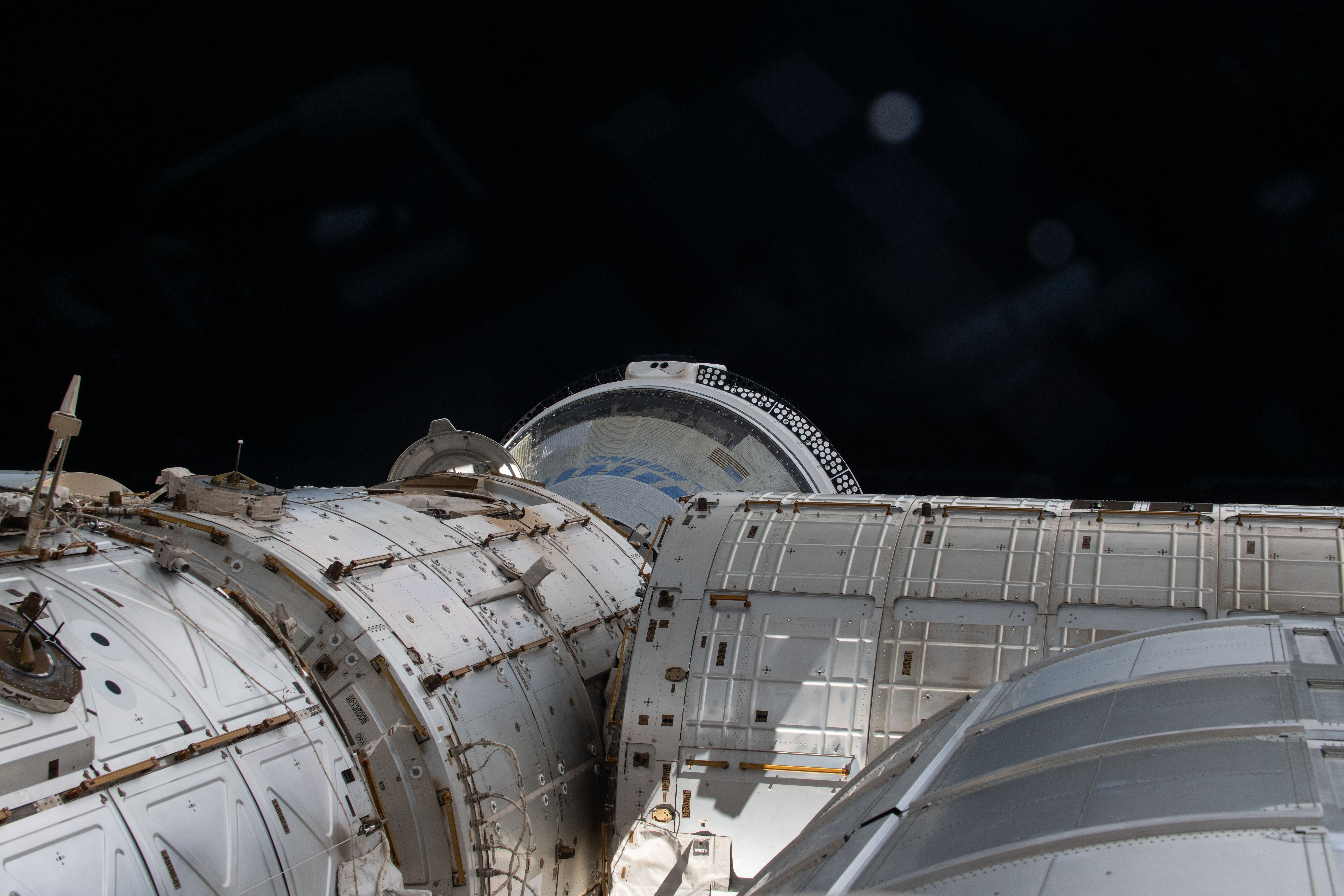
Tour della navicella spaziale Starliner attraccata alla ISS
- La Starliner attraccata alla ISS, vista dalla Cupola
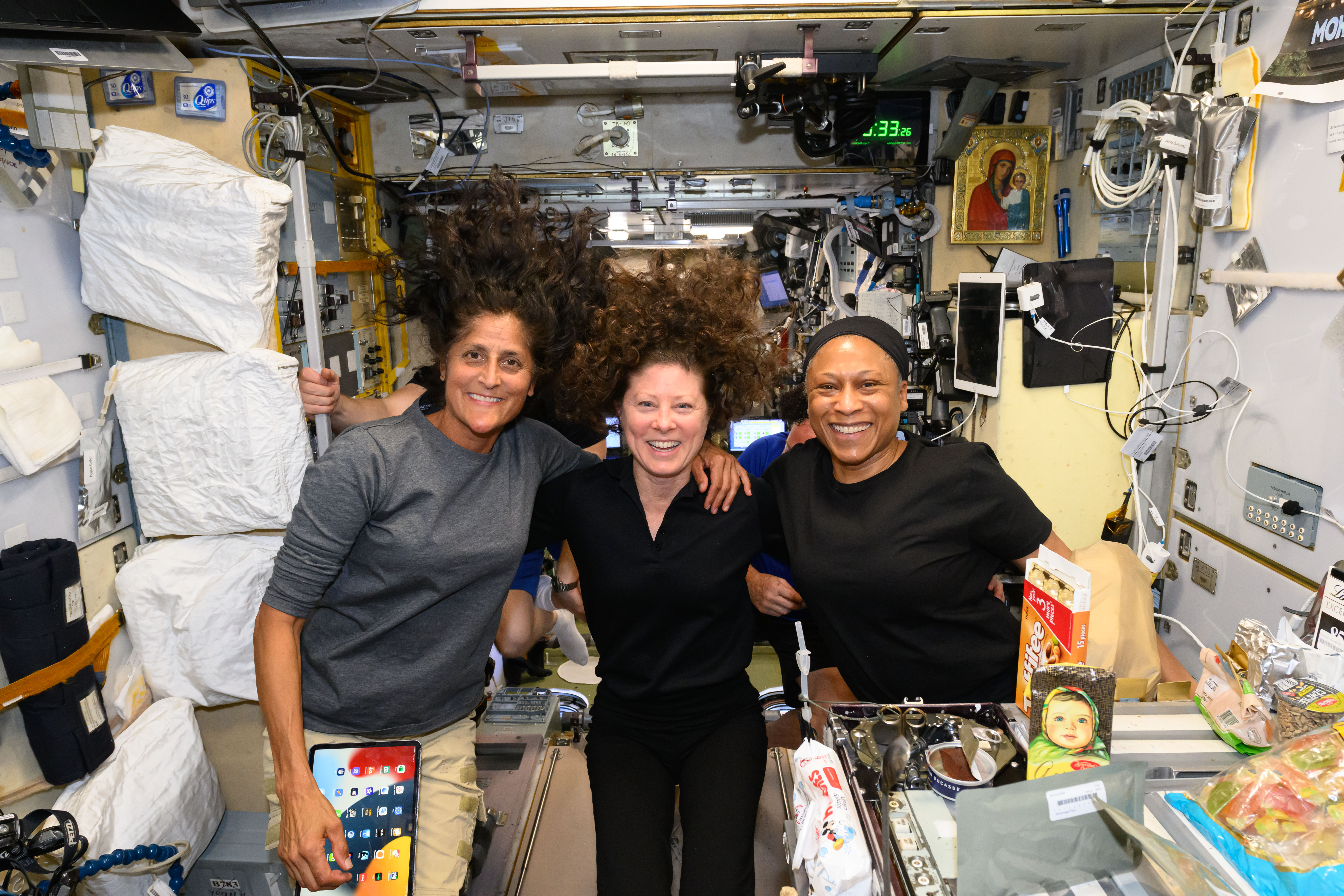
Sunita Williams, Tracy Dyson e Jeanette Epps durante una cena sul modulo Unity
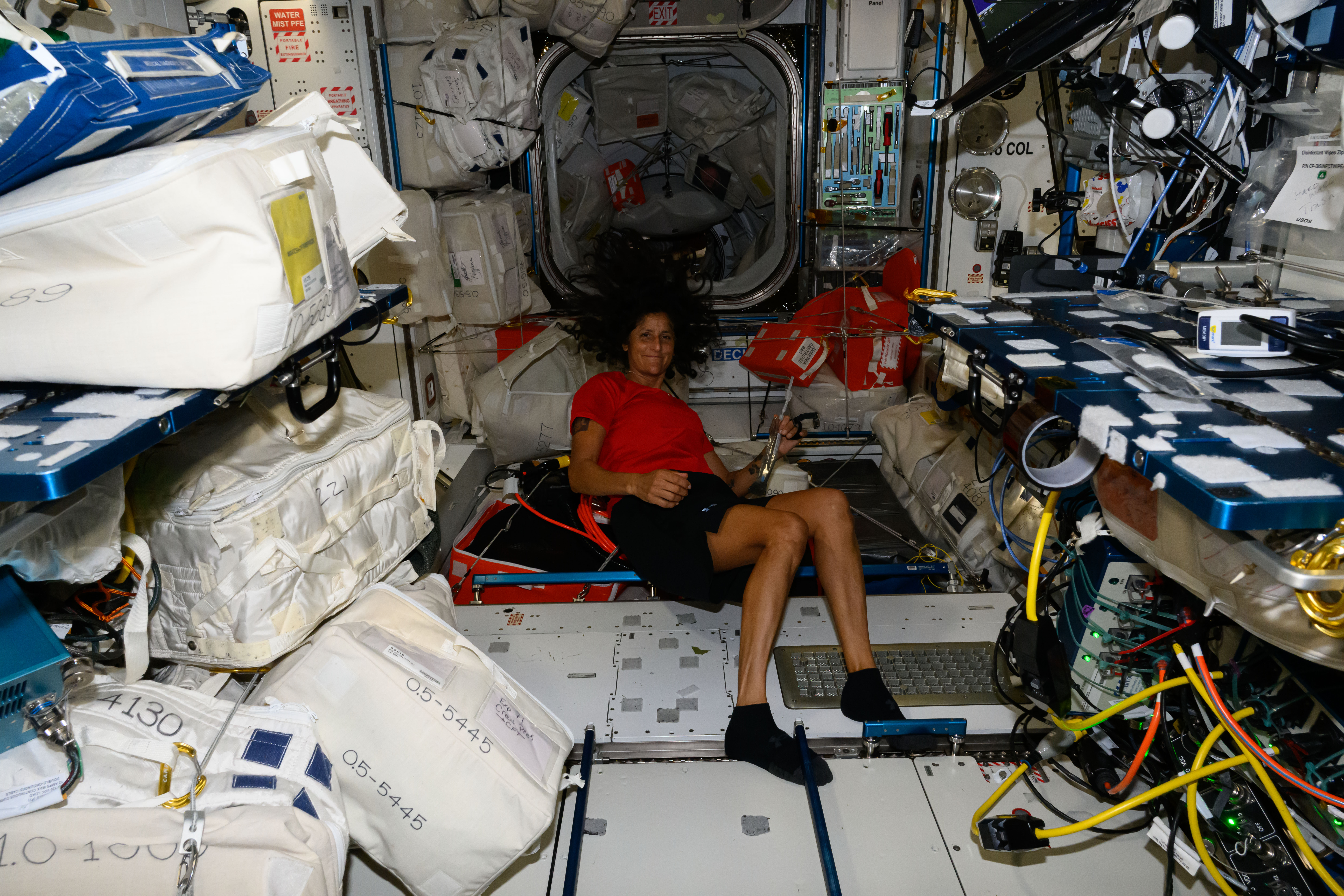
Sunita Williams all'interno del modulo Harmony
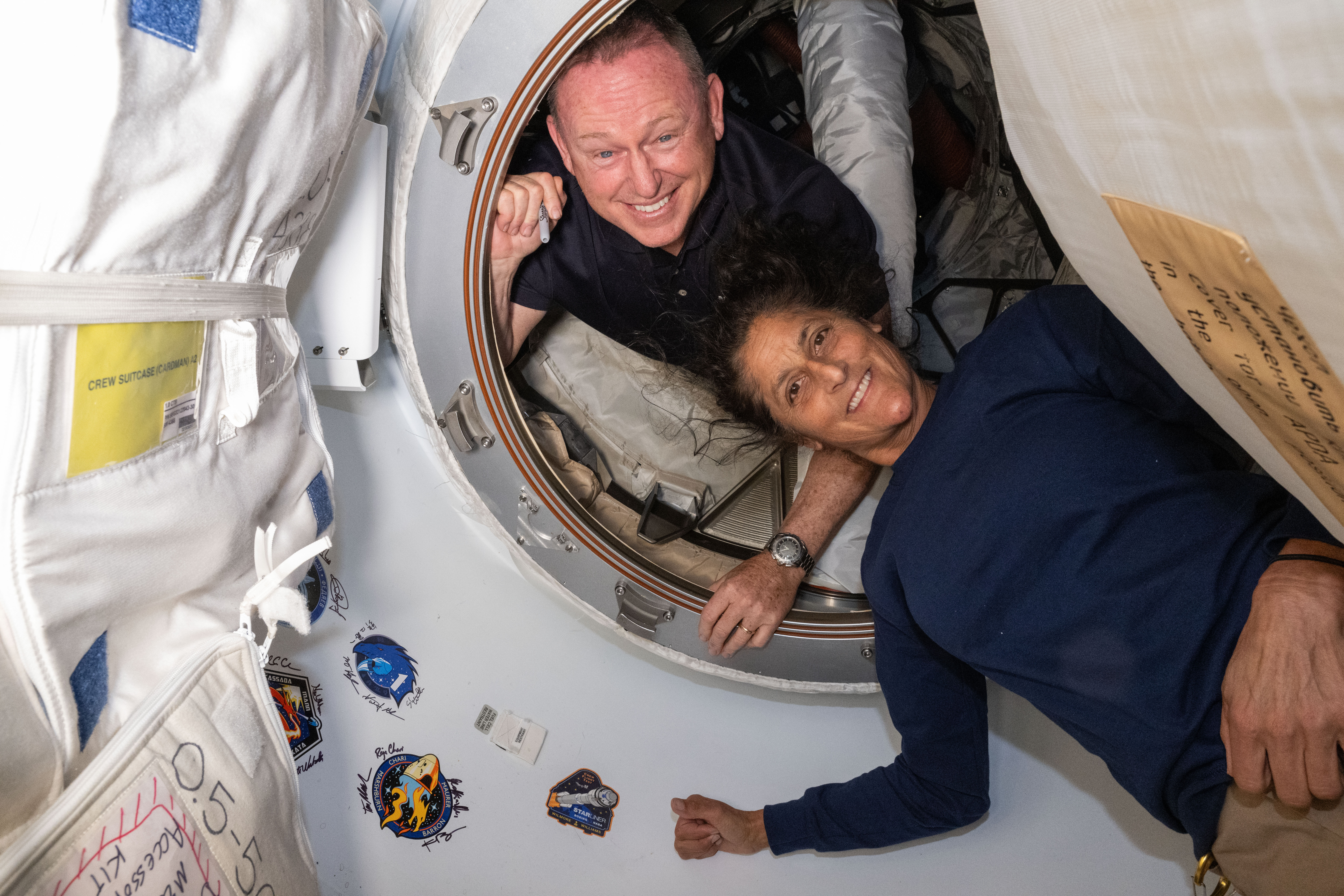
Williams e Wilmore nel PMA-2, vicino al portellone della Starliner

### Undocking e atterraggio
Inizialmente la navicella Calypso sarebbe dovuta rimanere attraccata alla ISS per circa una settimana (fino al 14 giugno), ma il 10 giugno la NASA annunciò un'estensione della missione almeno fino al 18 giugno. Il tempo extra avrebbe consentito agli astronauti della ISS di prepararsi per l'attività extraveicolare (EVA) del 13 giugno degli astronauti NASA Matthew Dominick e Tracy Dyson e per i controllori di continuare a effettuare rilevazioni sulla navicella. L'EVA del 13 giugno venne rinviata al 24 giugno per problemi di indossabilità di una tuta. Il 14 giugno la NASA rinviò l'undocking al 22 giugno, mentre il 18 giugno lo rinviò ulteriormente al 25 giugno. 
Il 28 giugno, la NASA annunciò che, sebbene Starliner avrebbe potuto riportare gli astronauti sulla Terra se la ISS avesse dovuto affrontare un'emergenza, la capsula non sarebbe stata autorizzata a volare finché i problemi ai propulsori non fossero stati risolti o almeno meglio compresi. L'estensione della permanenza degli astronauti venne fortemente sottolineata dalla stampa, con alcuni resoconti che affermavano che erano "bloccati" nello spazio. La Boeing criticò questi resoconti, mentre i giornalisti sostennero che la NASA e la Boeing avrebbero dovuto essere più trasparenti sulla missione.
Mentre la NASA e la Boeing inizialmente avevano affermato che la Starliner avrebbe potuto rimanere agganciata alla ISS fino a 45 giorni, in seguito affermarono che la Starliner sarebbe stata effettivamente in grado di restare attraccata fino a 90 giorni, considerando le prestazioni delle batterie di bordo.
In base al piano originale della missione, il viaggio verso la Terra sarebbe iniziato con la chiusura dei portelli tra la navetta e la stazione spaziale. Successivamente sarebbero iniziati ulteriori preparativi della durata di tre ore circa. Dopo l'undocking, la navette avrebbe compiuto un giro completo attorno alla stazione, per poi attivare i propulsori per iniziare il viaggio. L'atterraggio sarebbe avvenuto dopo sei ore e mezza.
Durante questa missione invece, dopo l'undocking del 6 settembre, la navetta ha eseguito un manovra di posizionamento più semplice utilizzando principalmente i propulsori anteriori, che non avevano avuto problemi durante la fase di docking alla stazione. La navetta ha quindi effettuato un'accensione per la fuoriuscita dall'orbita ad una distanza di sicurezza dalla stazione.

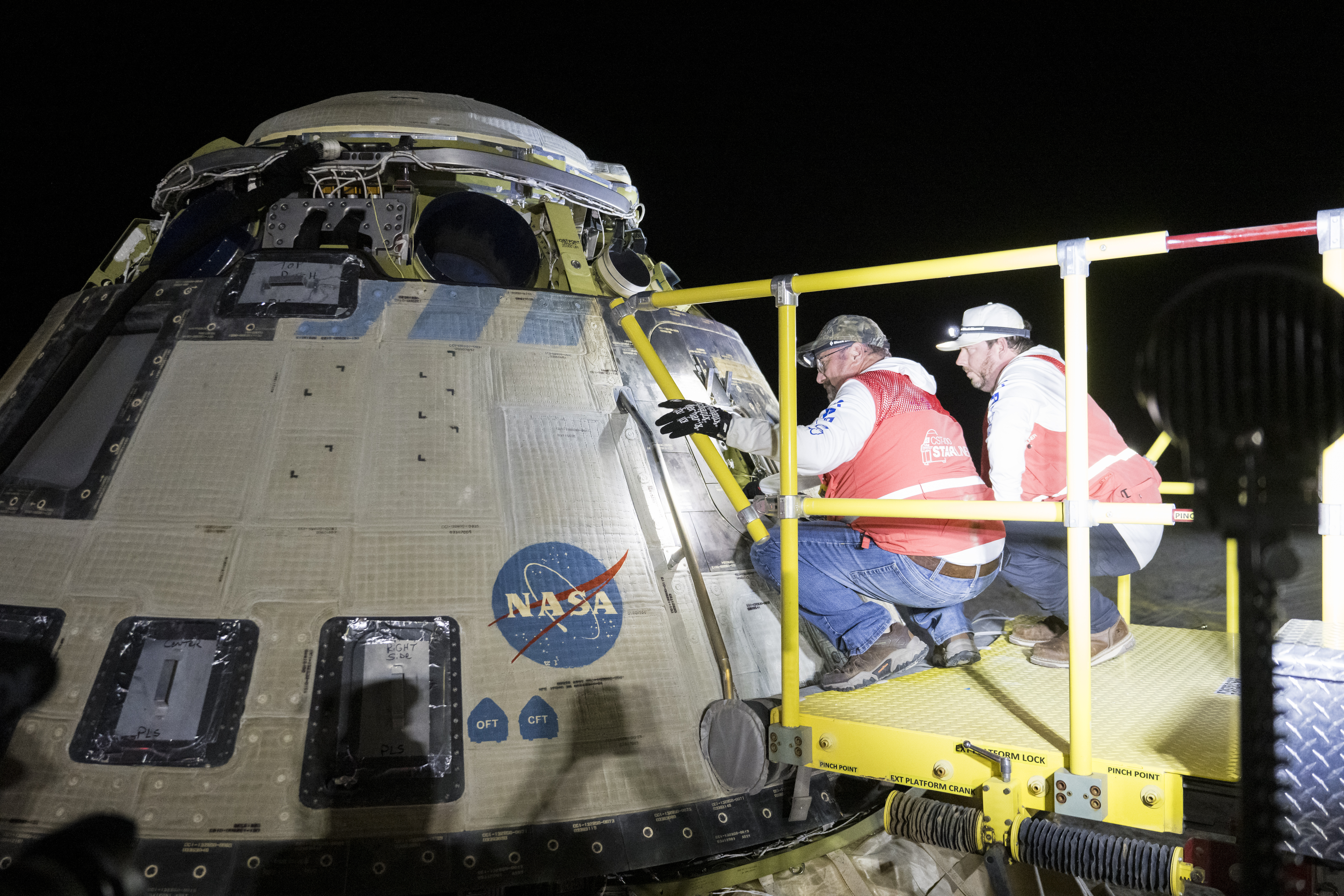
Ispezioni della navetta Calypso dopo l'atterraggio

Starliner è è entrata nell'atmosfera terrestre dopo sei ore, ha dispiegato con successo i tre paracadute che hanno rallentato la navetta fino a 1,8 m/s prima dell'attivazione dei sei airbag che hanno attutito l'atterraggio. L'atterraggio alla base White Sands Space Harbor in New Mexico è avvenuto il 7 settembre alle 04:01 UTC.
Durante il rientro si sono verificati due problemi tecnici non correlati con quelli precedenti: un breve glich nel sistema di navigazione e il malfunzionamento di uno dei 12 propulsori utilizzati per orientare la navetta durante il rientro atmosferico. Il propulsore interessato era indipendente dal sistema dei propulsori del modulo di servizio che ha avuto i malfuzionamenti in orbita.